# Кемрюгова Сніжана Юріївна
Сніжана Юріївна Кемрюгова (рос. Снежана Юрьевна Кемрюгова; нар. 15 травня 1990) — російська футболістка, півзахисниця. Майстер спорту Росії.

## Життєпис
Вихованка ДЮСШ №2 міста Черкеськ. У складі місцевої команди хлопчиків «Ювентус» ставала переможницею першості республіки та бронзовим призером першості Південного федерального округу серед дітей 11-12 років.
У дорослому футболі почала виступати у середині 2000-х років у складі тольяттинської «Лади», разом з якою ставала срібною призеркою чемпіонату Росії. У 2008 та 2009 роках грала у вищій лізі за клуб «Рязань-ВДВ».
У 2010 році перейшла до краснодарської «Кубаночки», де провела 5 сезонів, зіграла у вищій лізі 78 матчів та відзначилася 3-ма голами. Фіналістка Кубку Росії 2014 року. Однак наприкінці сезону 2014 року спортсменка покинула команду, за словами тренера Тетяни Зайцевої, через проблеми з дисципліною. Після цього не виступала на професіональному рівні.
У 2013 році у складі студентської збірної Росії брала участь у літній Універсіаді в Казані, зіграла 4 матчі та відзначилася одним голом у ворота команди Китаю. Росіянки посіли на турнірі дев'яте місце. Також футболістка залучалася до збірної Азербайджану.
Після закінчення ігрової кар'єри працює тренером в академії футболу м. Черкеська, тренує команди дівчаток. Під час чемпіонату Європи з футболу 2016 року виступала експертом на регіональному телебаченні.